# VOB
VOB (DVD-Video Object o Versioned Object Base) es un tipo de fichero contenido en los DVD-Video. Incluye el video, audio, subtítulos y menús en forma de stream.
Los ficheros VOB están codificados normalmente siguiendo el estándar MPEG-2. Si cambiamos la extensión de .vob a .mpg o .mpeg, el fichero es legible y continúa teniendo toda la información, aunque algunos visualizadores no soportan las pistas de subtítulos.
Para grabar los ficheros VOB en un disco DVD±R, son necesarios además otros ficheros DVD-Video, por ejemplo los IFO y BUP.